# Наборная верстатка
Наборная верстатка — инструмент типографского наборщика, применяемый при наборе шрифта или правке, представляет собой металлическую пластину, обрамлённую с 4 сторон стенками, одна из которых подвижна вдоль продольной оси пластины. Перед началом набора на верстатку с помощью металлических шаблонов устанавливается формат. Размеры верстаток — 80, 140 и 200 мм; помимо обычной, существуют табличные верстатки с промежуточными подвижными прокладками, позволяющими установить на одной верстатке сразу несколько форматов, и деревянная верстатка для правки сводок в печатных машинах.